# Memoriał Alfreda Smoczyka 1955
V Memoriał Alfreda Smoczyka odbył się 21 sierpnia 1955. Zwyciężył wrocławianin Edward Kupczyński.

## Wyniki
- 21 sierpnia 1955 r. (niedziela), Stadion im. Alfreda Smoczyka (Leszno)

| Msc. | Zawodnik                     | Klub                  | Pkt |                  |  |
| ---- | ---------------------------- | --------------------- | --- | ---------------- |  |
| 1    | (10) Edward Kupczyński       | Sparta Wrocław        | 15  | (3,3,3,3,3)      |  |
| 2    | (5) Włodzimierz Szwendrowski | Sparta Łódź           | 13  | (3,3,3,2,2)      |  |
| 3    | (12) Florian Kapała          | Kolejarz Rawicz       | 11  | (0,3,2,3,3)      |  |
| 4    | (3) Andrzej Krzesiński       | Unia Leszno           | 11  | (3,3,2,1,2)      |  |
| 5    | (15) Marian Spychała         | Kolejarz Rawicz       | 9   | (3,2,1,3,0)      |  |
| 6    | (16) Mieczysław Połukard     | Polonia Bydgoszcz     | 8   | (2,0,3,0,3)      |  |
| 7    | (4) Eugeniusz Nazimek        | Stal Rzeszów          | 7   | (1,2,1,ns,3)     |  |
| 8    | (14) Tadeusz Teodorowicz     | Sparta Wrocław        | 7   | (1,0,2,3,1)      |  |
| 9    | (2) Janusz Suchecki          | Budowlani Warszawa    | 7   | (d,2,2,1,2)      |  |
| 10   | (8) Kazimierz Bentke         | CWKS Warszawa         | 6   | (0,1,1,3,1)      |  |
| 11   | (7) Marian Kaiser            | CWKS Warszawa         | 6   | (2,1,0,2,1)      |  |
| 12   | (6) Zbigniew Raniszewski     | Polonia Bydgoszcz     | 6   | (1,2,0,2,1)      |  |
| 13   | (9) Konstanty Pociejkowicz   | Sparta Wrocław        | 5   | (1,1,0,1,2)      |  |
| 14   | (11) Norbert Świtała         | Polonia Bydgoszcz     | 3   | (2,0,1,d,0)      |  |
| 15   | (1) Stanisław Kowalski       | Unia Leszno           | 3   | (2,1,0,d,ns)     |  |
| 16   | (13) Waldemar Miechowski     | Włókniarz Częstochowa | ns  | (ns,ns,ns,ns,ns) |  |